# Заливський (хутір)
Заливський (рос. Заливский) — хутір у Октябрському районі Волгоградської області Російської Федерації.
Населення становить 896  осіб. Входить до складу муніципального утворення Заливське сільське поселення.

## Історія
Хутір розташований у межах українського історичного та культурного регіону Жовтий Клин.
Згідно із законом від 15 грудня 2004 року № 968-ОД  органом місцевого самоврядування є Заливське сільське поселення.

## Населення
| 1873 | 1897 | 1915 | 2010 |
| ---- | ---- | ---- | ---- |
| 232  | ↗481 | ↗627 | ↗896 |